# Böbing

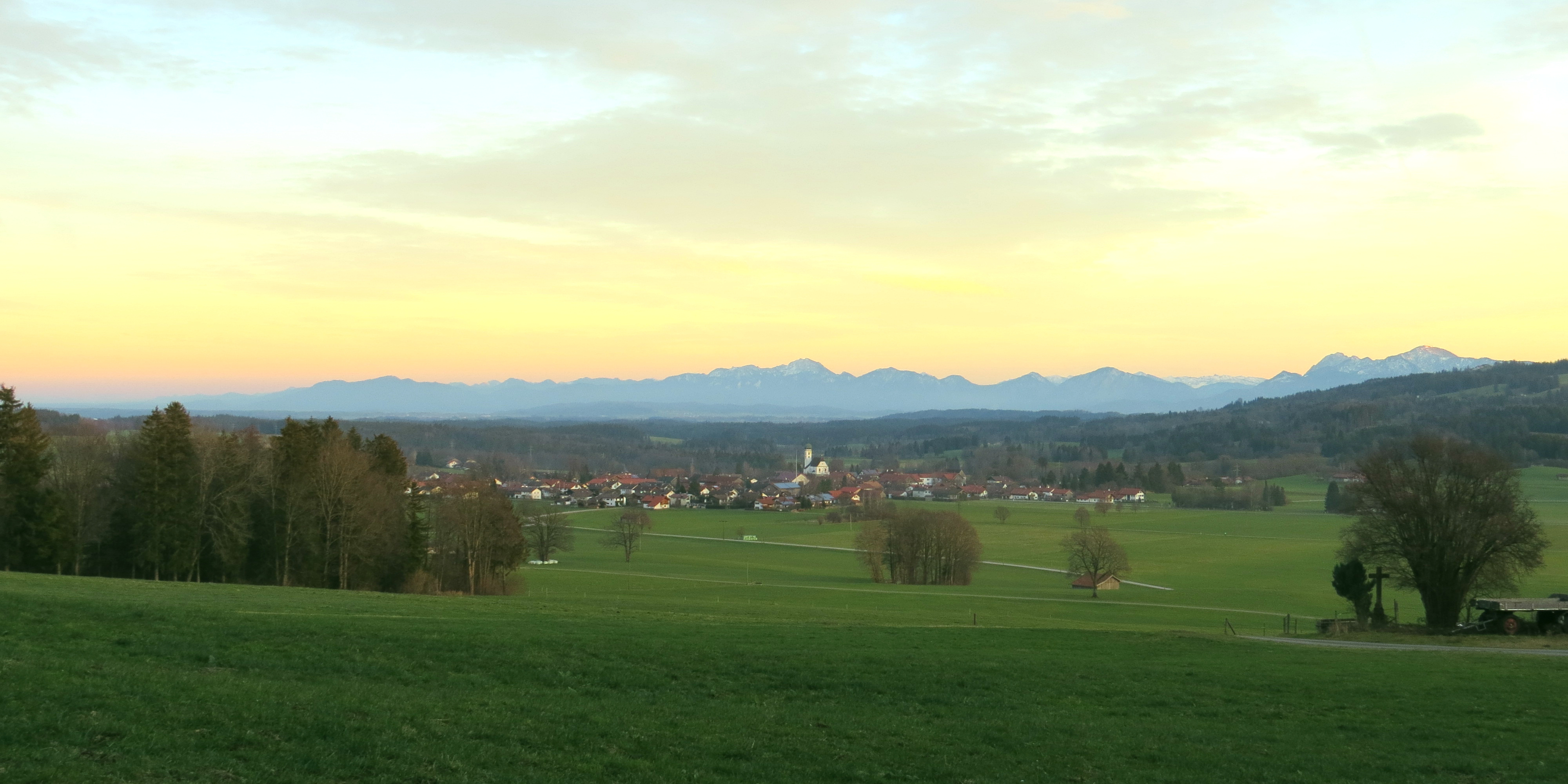
Böbing von Nordwesten

Böbing ist eine Gemeinde und ein Pfarrdorf im oberbayerischen Landkreis Weilheim-Schongau sowie Mitglied der Verwaltungsgemeinschaft Rottenbuch. Böbing liegt in der Region Oberland.

## Gemeindegliederung
Es gibt 22 Gemeindeteile (in Klammern ist der Siedlungstyp angegeben):
- Ajamühle (Einöde)
- Ammerhaus (Weiler)
- Böbing (Pfarrdorf)
- Bromberg (Einöde)
- Bruckerhof (Einöde)
- Faistenau (Einöde)
- Geigersau (Weiler)
- Grambach (Dorf)
- Holzleithen (Weiler)
- Kirnberg (Dorf)
- Leithen (Weiler)
- Lindau (Einöde)
- Lugenau (Weiler)
- Mühlegg (Weiler)
- Osterwald (Gut)
- Pischlach (Dorf)
- Ruhe (Einöde)
- Sprengelsbach (Weiler)
- Thalmühl (Weiler)
- Vorderkirnberg (Weiler)
- Wimpes (Dorf)
- Wörth (Einöde)

Es gibt nur die Gemarkung Böbing.

## Geschichte

### Bis zur Gemeindegründung
Der Name Böbing stammt von der Sippe eines Babo oder Bebo. Erste urkundliche Erwähnung war im Jahr 935 mit dem Ortsnamen „Bebingoe“. Später ging der Ort als Schenkung Welfs IV. an das nahegelegene Kloster Rottenbuch. Das ist mit der Urkunde vom 27. Dezember 1074 belegt.
Böbing gehörte noch im Kurfürstentum Bayern zum Kloster Rottenbuch und war ein Teil der geschlossenen Hofmark Rottenbuch.
Im Zuge der Verwaltungsreformen im Königreich Bayern entstand mit dem Gemeindeedikt von 1818 die heutige Gemeinde, die zum Landgericht Schongau gehörte.

### Einwohnerentwicklung
Zwischen 1988 und 2018 wuchs die Gemeinde von 1401 auf 1885 um 484 Einwohner bzw. um 34,6 %.
| Jahr      | 1840 | 1871 | 1900 | 1925 | 1939 | 1950 | 1961 | 1970 | 1987 | 1991 | 1995 | 2000 | 2005 | 2010 | 2015 |
| Einwohner | 643  | 759  | 746  | 949  | 835  | 1358 | 1086 | 1207 | 1396 | 1426 | 1537 | 1579 | 1696 | 1765 | 1850 |

ab 1991: jeweils 31. Dezember;
Quelle: Statistik Bayern

## Politik

### Bürgermeister
Erster Bürgermeister ist Peter Erhard (CSU/Junge Union/Parteifreie Wähler). Dieser wurde im Jahr 2002 Nachfolger von Josef Schauer sen. (CSU/Parteifreie Wähler).

### Steuereinnahmen
Die Gemeindesteuereinnahmen betrugen im Jahr 2020 1.555 T Euro, davon waren 441 T Euro Gewerbesteuereinnahmen (netto).

### Wappen

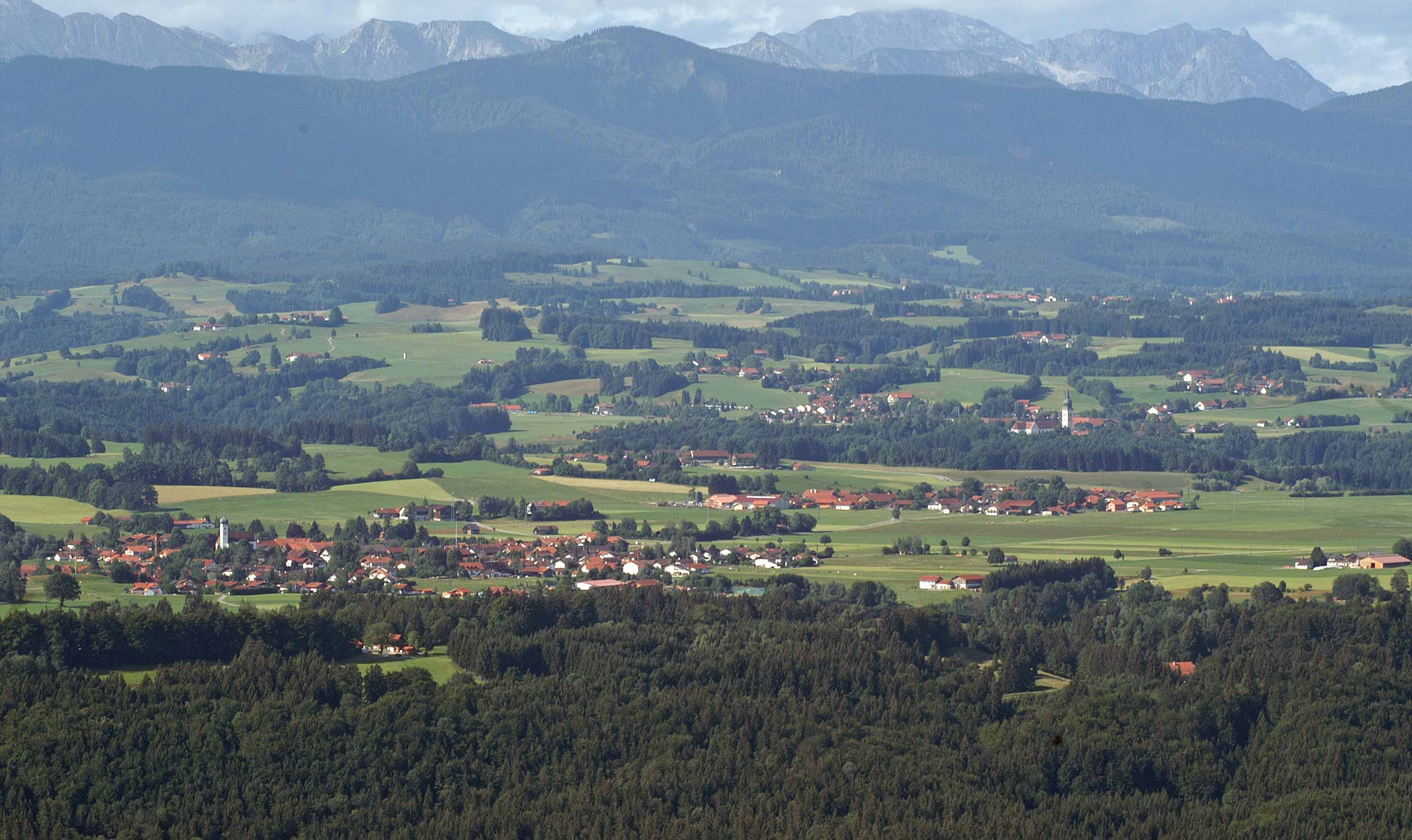
Böbing und Rottenbuch vom Hohen Peißenberg

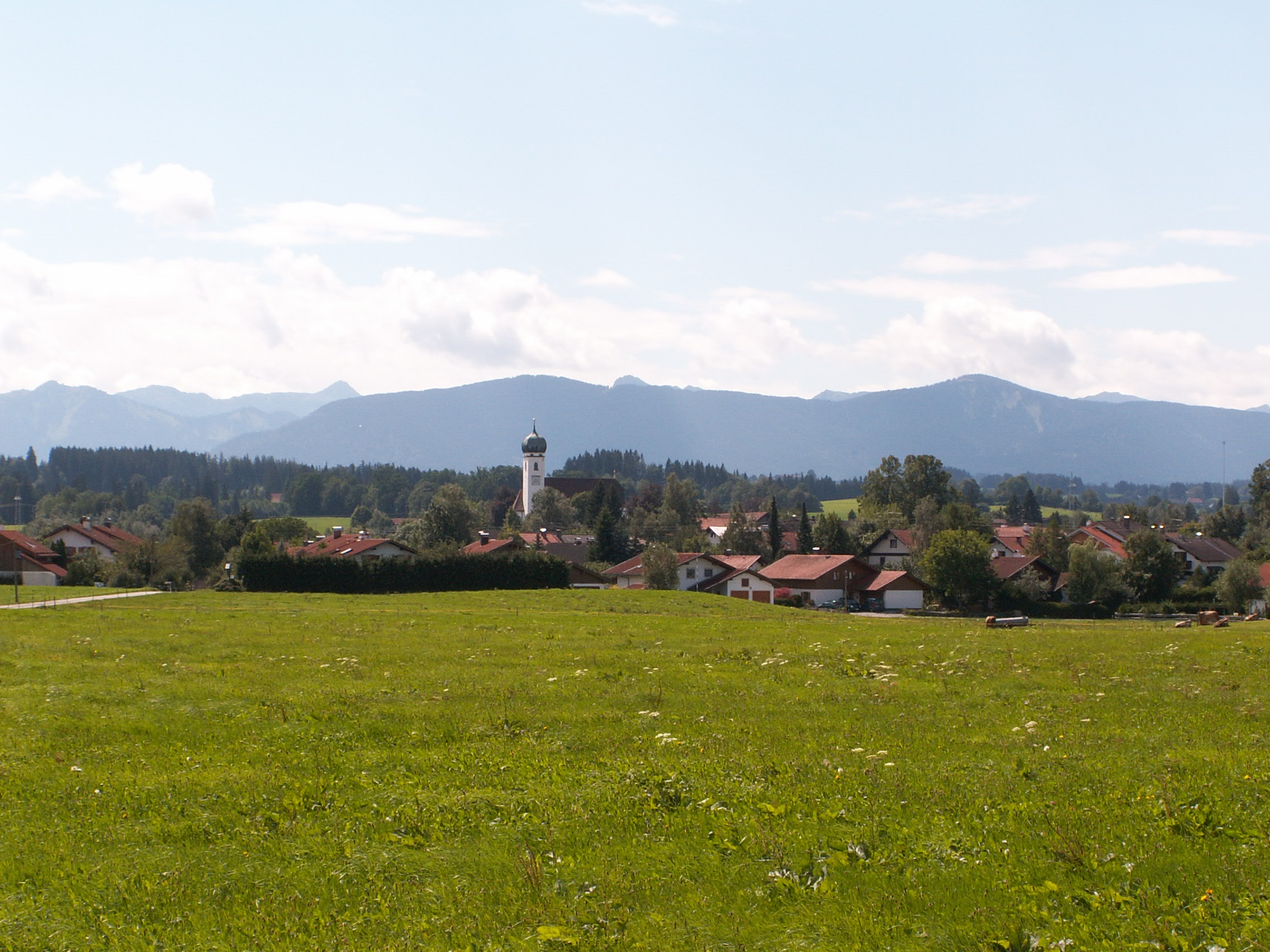
Böbing von Norden

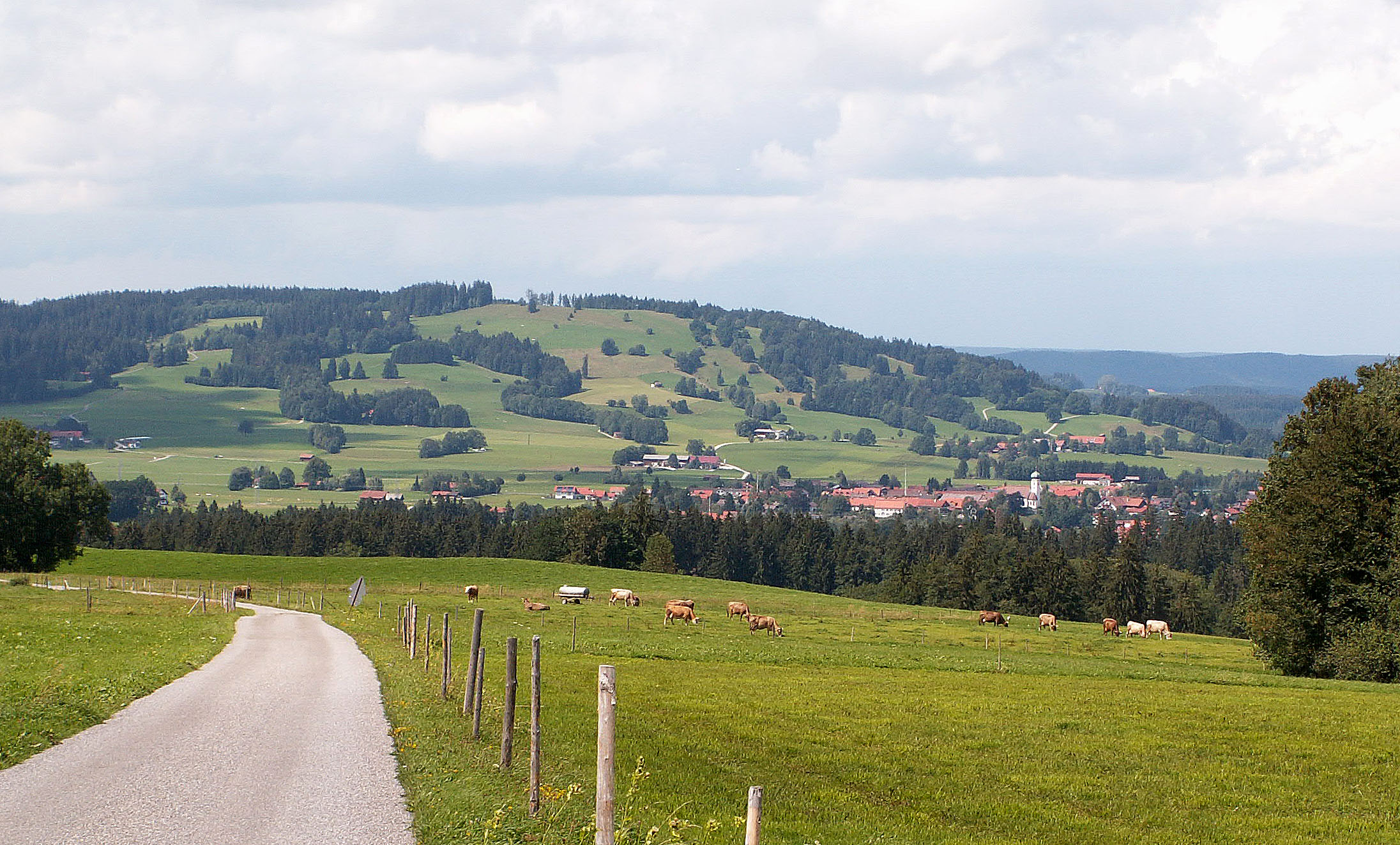
Böbing von Osten

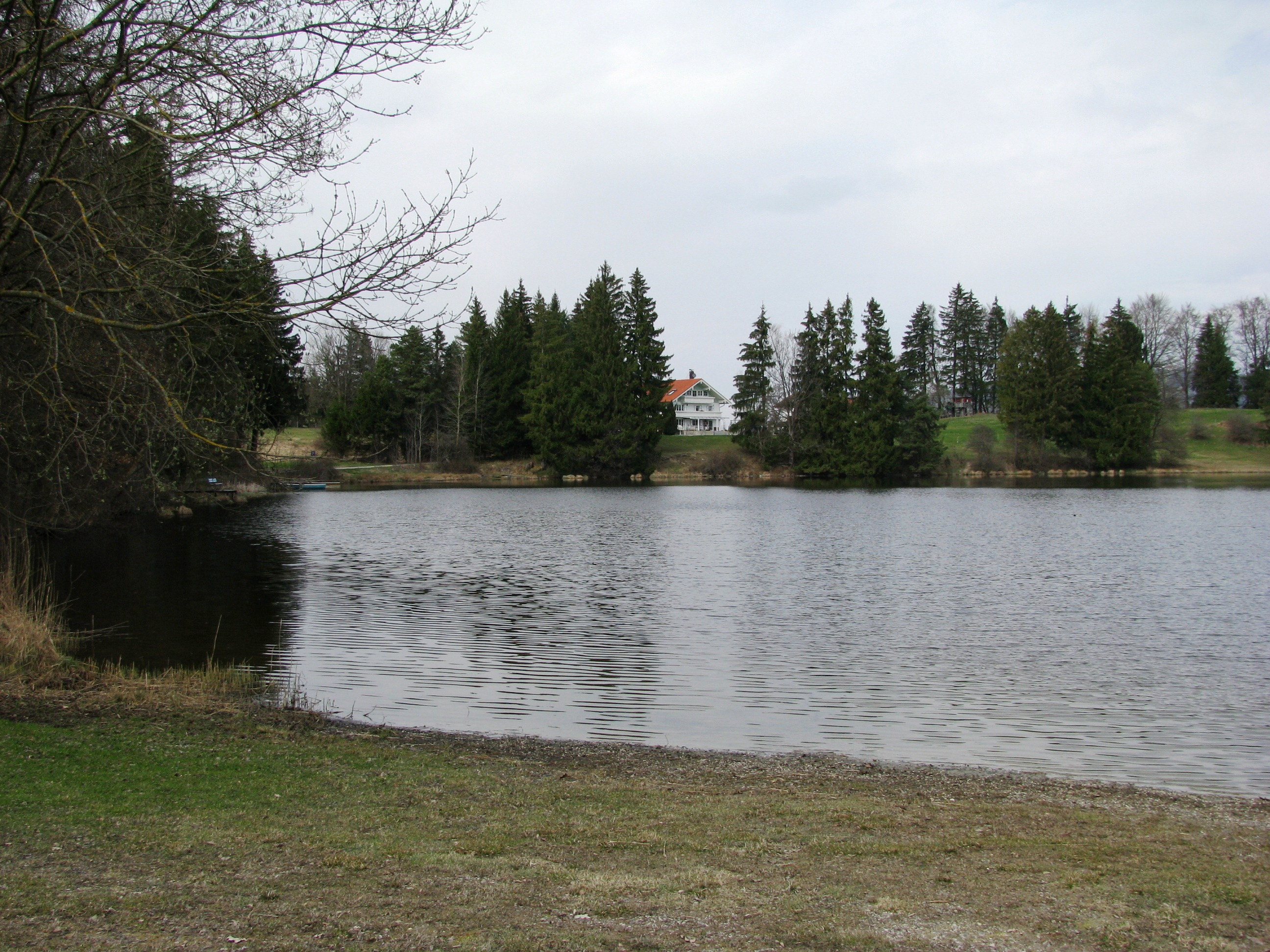
Am Lugenauer See bei Böbing

| Wappen von Böbing | Blasonierung: „Unter silbernem Schildhaupt, darin ein durchgehendes rotes Kreuz, in Blau eine bewurzelte goldene Buche.“ |
| Wappen von Böbing | Wappenbegründung: Das Kreuz im Schildhaupt verweist als Symbol des heiligen Georg auf das Patrozinium der Pfarrkirche von Böbing. Die bewurzelte Buche wurde aus dem Wappen des Klosters Rottenbuch übernommen, mit dem Böbing vom 11. Jahrhundert bis zur Säkularisation 1803 eng verbunden war. Böbing kam 1074 als erstes Ausstattungsgut an das von Herzog Welf IV. von Bayern gegründete Augustinerchorherrenstift und bildete bis 1803 eine Klosterhofmark. Auch das Patronatsrecht über die Pfarrkirche St. Georg lag seit 1270 bei Rottenbuch. |

## Kultur und Sehenswürdigkeiten

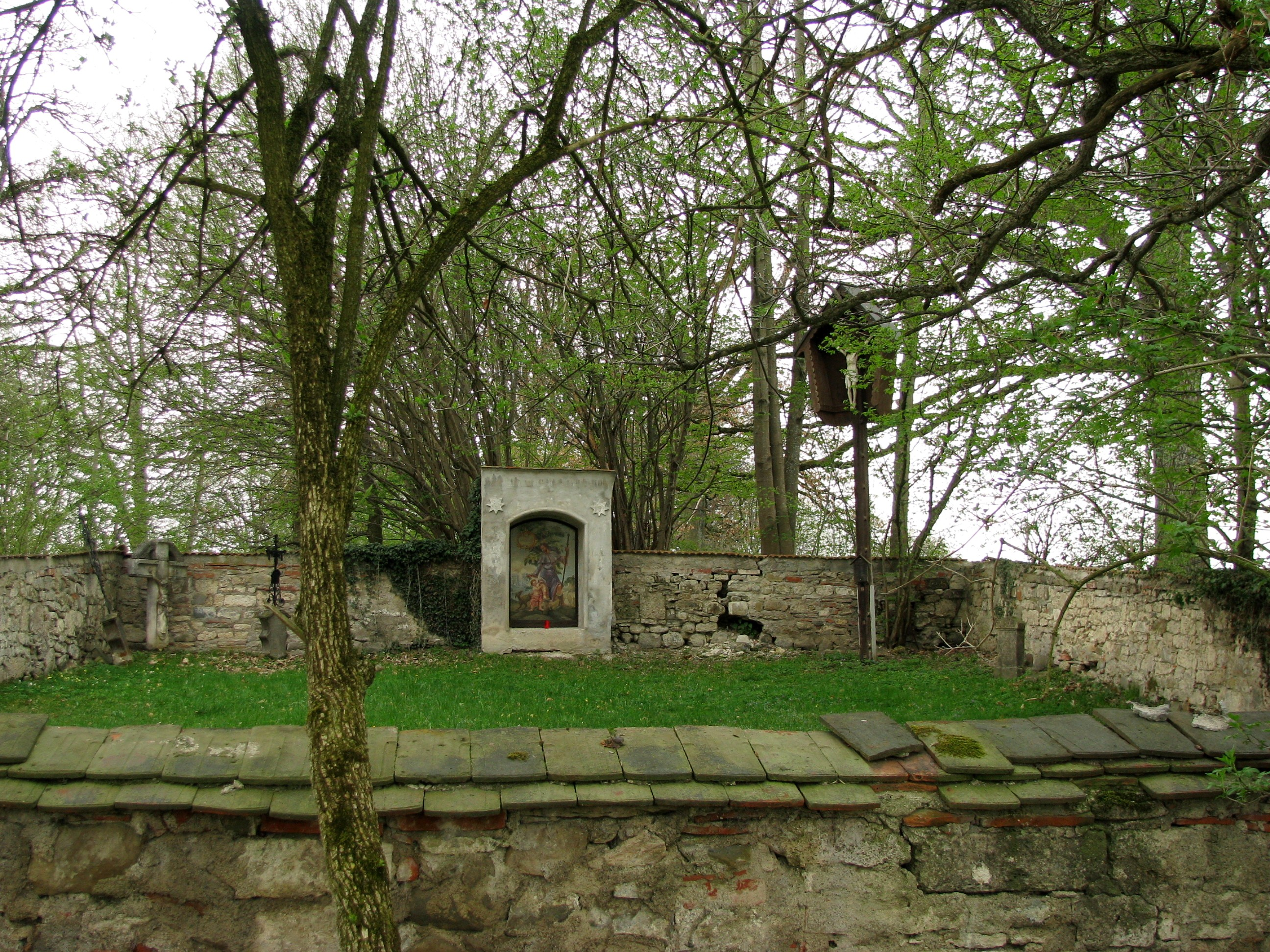
Pestfriedhof Böbing

Neben der katholischen Kirche mit Lourdesgrotte in der Ortsmitte gibt es außerhalb in Richtung Schönberg einen kleinen Pestfriedhof. Dort wird der Pestopfer der Jahre 1643 gedacht. Laut einer Informationstafel findet jedes Jahr Mitte August eine kleine Prozession dorthin statt.

## Wirtschaft und Infrastruktur

### Wirtschaft einschließlich Land- und Forstwirtschaft
Es gab 2020 im Bereich der Land- und Forstwirtschaft fünf, im produzierenden Gewerbe 213 und im Bereich Handel und Verkehr 16 sozialversicherungspflichtig Beschäftigte am Arbeitsort. In sonstigen Wirtschaftsbereichen waren am Arbeitsort 82 Personen sozialversicherungspflichtig beschäftigt. Sozialversicherungspflichtig Beschäftigte am Wohnort gab es insgesamt 756. Im verarbeitenden Gewerbe gab es zwei Betriebe mit 20 oder mehr Mitarbeitern, im Bauhauptgewerbe sechs Betriebe. Zudem bestanden im Jahr 2016 75 landwirtschaftliche Betriebe mit einer landwirtschaftlich genutzten Fläche von 1903 Hektar.

### Verkehr
Böbing liegt an der Staatsstraße 2058 von Steingaden nach Weilheim. Der Ort ist mit der Buslinie 9651 des Regionalverkehrs Oberbayern erreichbar.

### Bildung
Es gibt folgende Einrichtungen (Stand: 2011):
- 50 Kindergartenplätze mit 49 Kindern
- eine  Volksschule mit vier Lehrern und 74 Schülern

## Persönlichkeiten
- Bartholomäus Steinle (um 1580–1628), Bildhauer des Manierismus und Frühbarocks, wurde auf dem Steinlehof im Ortsteil Kirnberg geboren.
- Albin Schwaiger (1758–1824), Meteorologe und Augustinerchorherr
- Julius Uhl (1903–1934), Politiker (NSDAP) und SA-Führer sowie langjähriger Chef der SA-Stabswache, einer der Getöteten des sogenannten Röhm-Putsches
- Niki Schelle, Rallye-Fahrer und Testfahrer für TV-Motorsport-Magazine (z. B. Grip-Das Motormagazin)
- Josef Gretschmann (1914–1965), ehemaliger Bürgermeister und Ehrenbürger von Böbing, ehemaliges Mitglied des Bayerischen Landtags (1958–1965) der CSU (nach ihm wurde die „Bürgermeister-Gretschmann-Straße“ benannt)
- Martin Gretschmann, Musiker, der durch Musikprojekte wie Console und erfolgreiche Hörspiele (in Zusammenarbeit mit Andreas Ammer) auf sich aufmerksam machte. Als Mitglied der Gruppe Notwist erhielt er 2010 den Deutschen Filmpreis für den Soundtrack zum Film „Sturm“.

## Sonstiges
In Böbing gab es eine Band names „Babo de Bebo“, die sich in Anlehnung an den Ursprung des Ortsnamens so genannt hat.